# Barnabas Lekganyane
Barnabas Ramarumo Lekganyane är biskop för ett av Sydafrikas största trossamfund, ZCC (Star).
Vid fadern Edward Lekganyanes död 1967 var han bara tretton år gammal. ZCC:s högsta råd (General Council) utsåg Barnabas till faderns efterträdare, men fram till hans 21-årsdag styrdes kyrkan interimt av en superintendent.
Sedan Barnabas 1975 i realiteten övertog ZCC:s ledning, så har kyrkan upplevt en explosiv tillväxt och har numera miljoner anhängare.
Barnabas Lekganyane har genomgått korrespondensstudier vid All-Africa School of Theology.
Han hörde även till dem som hördes av den sydafrikanska  sanningskommission som infördes efter avskaffandet av apartheid.
Han fick besvara kritik mot att hans kyrka inte aktivt motverkat rasåtskillnadspolitiken.